# إدي هنتر
إدي هنتر (بالإنجليزية: Eddie Hunter)‏ (7 مارس 1928 في المملكة المتحدة - 1 أغسطس 2002) هو لاعب كرة قدم بريطاني في مركز نصف الجناح. لعب مع نادي فالكيرك وأكرينجتون ستانلي ‏.